# Fusão nuclear do oxigênio
A fusão nuclear do oxigênio é uma reação de fusão nuclear que ocorre em estrelas massivas que tenham exaurido os elementos mais leves em seus núcleos. Ela ocorre a temperaturas da ordem de 1,5×109 K e densidades de 1010 kg/m3.
As principais reações envolvidas são: 
| 16O + 16O | → | 28Si + 4He + 9.594 MeV |
|           | → | 31P + 1H + 7.678 MeV   |
|           | → | 31S + n + 1.500 MeV    |
|           | → | 30Si + 21H + 0.381 MeV |
|           | → | 30P + 2D - 2.409 MeV   |
Alternativamente
| 16O + 16O | → | 32S + γ     |
|           | → | 24Mg + 24He |
Com o processo de fusão do neônio um núcleo interno de oxigênio e magnésio forma-se no centro da estrela. Quando a fusão de neônio se encerra, o núcleo contrai e sua temperatura aumenta até atingir o ponto de ignição da fusão do oxigênio. Em um período de aproximadamente seis meses a um ano a estrela consome seu oxigênio, acumulando um novo núcleo rico em silício. Este núcleo é inerte porque não é quente o suficiente. Uma vez que o oxigênio está exaurido, o núcleo esfria e se contrai. Esta contração o aquece até o ponto em que tem início o processo de fusão nuclear do silício.
Externamente à região em que ocorre essa reação, há uma camada de oxigênio em fusão, seguida por uma camada de neônio, uma camada de carbono, uma camada de hélio e a camada de hidrogênio.